# Luis Antonio Valdez
Luis Antonio Valdez Salas (Aguascalientes, Aguascalientes;1 de julio de 1965), más conocido como El cadáver Valdez, es un futbolista mexicano retirado que jugaba en la posición de delantero y que posteriormente se dedicó a dirigir como técnico a equipos escolares.

## Trayectoria
Jugó y fue campeón con el Club Deportivo Guadalajara en la temporada 1986-87, también fue campeón de la Copa México con el Club de Fútbol MonterreyActualmente juega en una liga amateur en la ciudad de Aguascalientes.
Debutó con el Club Deportivo Guadalajara en la temporada 1986-87, anteriormente había jugado en el Club Deportivo Tapatío en la Segunda división mexicana. En 1991 paso al Monterrey donde permaneció 2 temporadas para después pasar al León donde se retira en 1994 por una lesión en la rodilla.
Durante las etapas posteriores de su carrera, se dedicó a entrenar clubes amateurs. Entre estos destaca la Escuela de la Ciudad de Aguascalientes (ECA) donde formó a una generación de leyendas con múltiples campeonatos bajo su cinturón, llevando a la escuadra a ser conocida en la entidad hidrocálida como Los destroza ortos. Al igual entrenó a los Gallos de la Universidad Autónoma de Aguascalientes (U.A.A.) en dos etapas (1997-1998, 1999-2004) logrando llevar al equipo estudiantil a la Universiada Nacional en Ciudad Victoria, Tamaulipas en el año 2000.

## Clubes
| Club                       | País   | Año         |
| -------------------------- | ------ | ----------- |
| Club Deportivo Tapatío     | México | 1984 - 1985 |
| Club Deportivo Guadalajara | México | 1986 - 1991 |
| Club de Fútbol Monterrey   | México | 1991 - 1993 |
| Club León                  | México | 1993 - 1995 |

## Selección nacional
Con la Selección de fútbol de México debutó el 10 de agosto de 1989, tuvo 4 convocatorias en 1991, 5 en 1992 y 2 en 1994. Jugó el Mundial de EE. UU. 1994 y en total disputó 12 encuentros con la selección marcando 2 goles.

### Participaciones en Copas del Mundo
| Mundial                        | Sede           | Resultado        |
| ------------------------------ | -------------- | ---------------- |
| Copa Mundial de Fútbol de 1994 | Estados Unidos | Octavos de final |

### Partidos con la Selección
| #  | Fecha                   | Rival             | Sede             | Estadio                       | Resultado                      | Competición                    |
| -- | ----------------------- | ----------------- | ---------------- | ----------------------------- | ------------------------------ | ------------------------------ |
| 1  | 10 de agosto de 1989    | Corea del Sur     | Los Ángeles      | Los Angeles Memorial Coliseum | México 4 - 2 Corea del Sur     | Amistoso                       |
| 2  | 12 de marzo de 1991     | Estados Unidos    | Los Ángeles      | Los Angeles Memorial Coliseum | México 2 - 2 Estados Unidos    | Copa Norteamericana 1991       |
| 3  | 20 de noviembre de 1991 | Uruguay           | Veracruz         | Estadio Luis Pirata Fuente    | México 1 - 1 Uruguay           | Amistoso                       |
| 4  | 27 de noviembre de 1991 | Costa Rica        | Los Ángeles      | Los Angeles Memorial Coliseum | México 1 - 1 Costa Rica        | Amistoso                       |
| 5  | 4 de diciembre de 1991  | Hungría           | Barcelona        | Camp Nou                      | México 3 - 0 Hungría           | Amistoso                       |
| 6  | 8 de marzo de 1992      | CEI               | Ciudad de México | Estadio Azulgrana             | México 4 - 0 CEI Ex-URSS       | Amistoso                       |
| 7  | 11 de marzo de 1992     | CEI               | Tamaulipas       | Estadio Tamaulipas            | México 1 - 1 CEI Ex-URSS       | Amistoso                       |
| 8  | 26 de julio de 1992     | El Salvador       | San Salvador     | Estadio Cuscatlán             | México 2 - 1 El Salvador       | Amistoso                       |
| 9  | 31 de julio de 1992     | Brasil            | Los Ángeles      | Los Angeles Memorial Coliseum | México 0 - 5 Brasil            | Copa Amistad 1992              |
| 10 | 2 de agosto de 1992     | Colombia          | Los Ángeles      | Los Angeles Memorial Coliseum | México 0 - 0 Brasil            | Copa Amistad 1992              |
| 11 | 11 de junio de 1994     | Irlanda del Norte | Miami            | Orange Bowl                   | México 2 - 0 Irlanda del Norte | Amistoso                       |
| 12 | 19 de junio de 1994     | Noruega           | Washington       | RFK Memorial Stadium          | México 0 - 1 Noruega           | Copa Mundial de Fútbol de 1994 |